# Amapola
Amapola (Pretty Little Poppy) est une chanson de 1924 composée par le Gaditan Joseph Lacalle (en) (1860-1937). Les paroles anglaises ont été composées en 1940 par Albert Gamse (en).
| Audio externe | |
|               | Vous pouvez entendre « Amapola » chanté par Nino Martini avec l'Orchestre Alfredo Antonini en 1940 sur archive.org. |

## Interprétations
La chanson sera interprétée par Miguel Fleta dans le film The Lecuona Cuban Boys (en) (1925)[réf. souhaitée], Deanna Durbin dans First Love (1939) et Alberto Rabagliati dans un autre film de 1941. La chanteuse japonaise Noriko Awaya fait paraître sa version en 1937. La version la plus populaire sera celle de Jimmy Dorsey, avec les voix de Helen O'Connell et Bob Eberly. Cette version atteindra la première place dans le palmarès du Billboard Magazine, palmarès où elle figure pendant 14 semaines à partir du 14 mars 1941. Une autre version anglaise sera endisquée par Spike Jones dans le style bouffon qui lui est caractéristique.
Les Spotnicks, groupe suédois de rock instrumental, en ont donné une interprétation à la guitare électrique en 1963.
Une version orchestrale dirigée par Ennio Morricone sert de leitmotiv dans le film Il était une fois en Amérique.
Le chanteur japonais Tats Yamashita a repris cette chanson en ouverture de son album de reprises On the street corner 2 (1986) dans une version a cappella.
Ryuichi Kawamura (en) a aussi enregistré sa version dans un album de 2011 intitulé The Voice, de même que Natalie Cole dans son album de 2013 intitulé Natalie Cole en Español (en).
Amapola a toujours figuré parmi les morceaux de prédilection des ténors d'opéra : Tito Schipa (1926), Nino Martini, Alfredo Kraus (1959), Luigi Alva (1963) et surtout Jan Peerce (1950) l'ont interprétée. La chanson a d'ailleurs figuré au programme de divers concerts des Trois ténors (Rome 1990, Munich 1996, Paris 1998, etc.). En 2004, Arielle Dombasle interprète "Amapola" dans son album Amor Amor.

## Paroles
Version espagnole (originale)
Amapola, lindísima Amapola,

Será siempre mi alma tuya, sola.

Yo te quiero, amada niña mía,

Igual que ama la flor la luz del día.

Amapola, lindísima Amapola,

No seas tan ingrata, ámame.

Amapola, Amapola,

¿Cómo puedes tú vivir tan sola?

Mi amor en los hierros de tu reja

mi amor eschuché mi triste queja

de amor que todo en mi corazón

diciendome asi

con su dulce cancion

Version anglaise (1940) d'Albert Gamse
Amapola, my pretty little poppy,

You're like the lovely flower so sweet and heavenly.

Since I found you my heart is wrapped around you,

And, seeing you, it seems to beat a rhapsody.

Amapola, the pretty little poppy

Must copy its endearing charms from you.

Amapola, Amapola,

How I long to hear you say "I love you."

## Dans la littérature
Dans une scène de Bonheur d'occasion, le personnage d'Emmanuel Létourneau est habité par cette chanson – sans doute la version de Jimmy Dorsey puisque le roman se passe en 1940 – à son retour à Montréal pendant sa permission de militaire (l'auteure l'orthographie « Ama Pola »).